# Lithobates septentrionalis
Lithobates septentrionalis е вид земноводно от семейство Водни жаби (Ranidae).

## Разпространение
Видът е разпространен в Канада (Квебек, Манитоба, Ню Брънзуик, Нюфаундленд и Онтарио) и САЩ (Върмонт, Мейн, Минесота, Мичиган, Ню Йорк, Ню Хампшър и Уисконсин).